# Aldeasoña
Aldeasoña is een gemeente in de Spaanse provincie Segovia in de regio Castilië en León met een oppervlakte van 18,62 km². Aldeasoña telt 63 inwoners (1 januari 2016).

## Demografische ontwikkeling
Bron: INE, 1857-2011: volkstellingen